# 四大 (文化大革命)

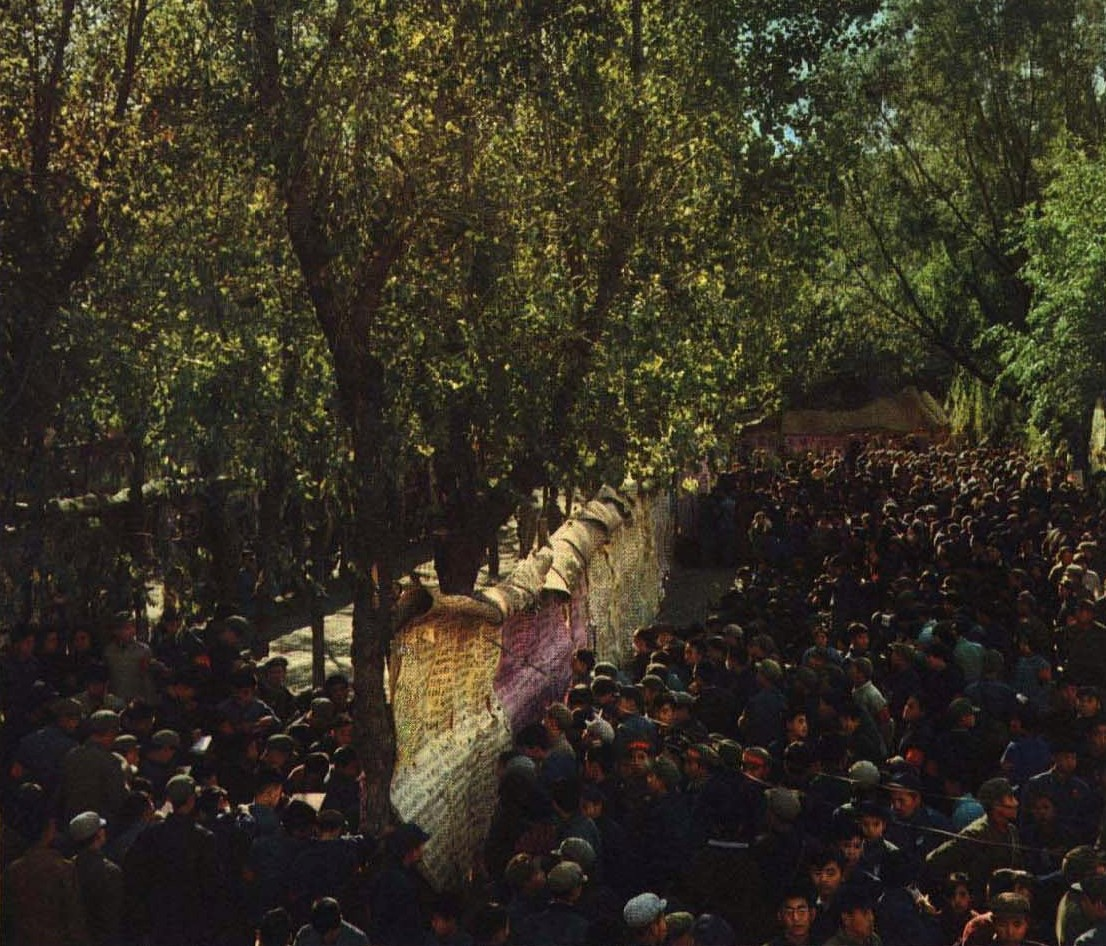
1967年大鸣大放大字报

四大指文化大革命中的“大鸣、大放、大辩论、大字报”，是1950至1980年代中华人民共和国政治术语，兴起于1957年的整风运动和反右运动中，在文化大革命中盛行，被写入七五宪法。1976年毛澤東去世后一段时间，此原則还继续享有合法地位，并被写入七八宪法，直至1980年在邓小平和胡耀邦等人主导下被废除。

## 历史
1957年5月1日，《人民日报》刊载了中国共产党中央委员会在4月27日发出的《关于整风运动的指示》，号召党外人士“鸣放”，鼓励群众提出自己的想法、意见，也可以给中国共产党和政府提意见。于是各界人士，主要是知识分子们，开始向党和政府表达不满或建议改进。新闻界也跟进，刊出各种声音。这段时期被称为“大鸣大放”。
1957年10月9日，中国共产党中央委员会主席毛泽东在第八届中央委员会扩大的第三次全体会议上说：“今年这一年，群众创造了一种革命形式，群众斗争的形式，就是大鸣、大放、大辩论、大字报。现在我们革命的内容找到了它的很适合的形式。这种形式，在过去是不能出现的。因为过去是打仗，五大运动，三大改造，这样从容辩论的形式不能产生……不许可。现在许可了。我们找到了这个形式，适合现在这个群众斗争的内容，适合现在阶级斗争的内容，适合正确处理人民内部矛盾的问题。抓住了这个形式，今后的事情好办得多了。大是大非也好，小是小非也好，革命的问题也好，建设的问题也好，都可以用这个鸣放辩论的形式去解决，而且也会解决得比较快。”
1966年5月25日，北京大学出现一张大字报《宋硕、陆平、彭珮云在文化革命中究竟干些什么？》，内容为攻击学校党政领导。《人民日报》刊登评论“欢呼北大的一张大字报”，从而引起大字报风潮的急剧蔓延。
1966年8月，中共八届十一中全会通过《关于无产阶级文化大革命的决定》，提出革命的目的是打倒党内走资本主义道路的当权派（主要是时任国家主席刘少奇），主要手段是放手发动群众，让群众自己教育自己，提出“要充分运用大字报、大辩论这些形式，进行大鸣大放”。
1966年11月和12月，中央文革小组指令，以“四大”为主要形式的民主运动逐步扩展到企业和农村。
1975年1月召开的第四届全国人大第一次会议将“四大”写进《中华人民共和国宪法》，在第一章“总纲”中规定国家保障人民群众运用“大鸣、大放、大辩论、大字报”这种形式。1978年宪法更进一步将“四大”上升为公民基本权利。
1980年8月30日，第五届全国人大第三次会议通过修改宪法的决议，取消四大的内容。

## 含义

### 大鸣和大放
“大鸣”、“大放”是来自于“百家争鸣，百花齐放”，其原本是把发展科学文化的基本方针推广到中国共产党的整风运动当中，指人民群众的言论自由。

#### 大鸣
相对于少数精英言论自由的“小鸣”，将政治评论的范围扩大到当时中国的所有的社会阶层，包括工人、农民等平民百姓。其主要内容包含三个方面：
1. 发表言论自由的主体大，大到包括中华人民共和国所有公民的程度。
2. 言论自由覆盖范围大，公民有权表达对本单位、本地区、本部门乃至本国家所有问题的政治诉求，可以对任何人、在任何场合进行公开质询，并且不受任何形式束缚，不限地点，不限集体或个人。
3. 容纳言论自由的渠道大，采用原有媒体之外的新的言论自由渠道，大小字报，标语口号，自由辩论等方式。

#### 大放
由人民自己管理自己，人民成为政治管理的主人。包括以下方面：
1. 放开历史观念的束缚，思想的解放；
2. 放开所有规则的约束，废除所有审批和注册等限制，任何人都有权组建任何形式的政治组织。废除已有制度基础。

### 大字报和大辩论

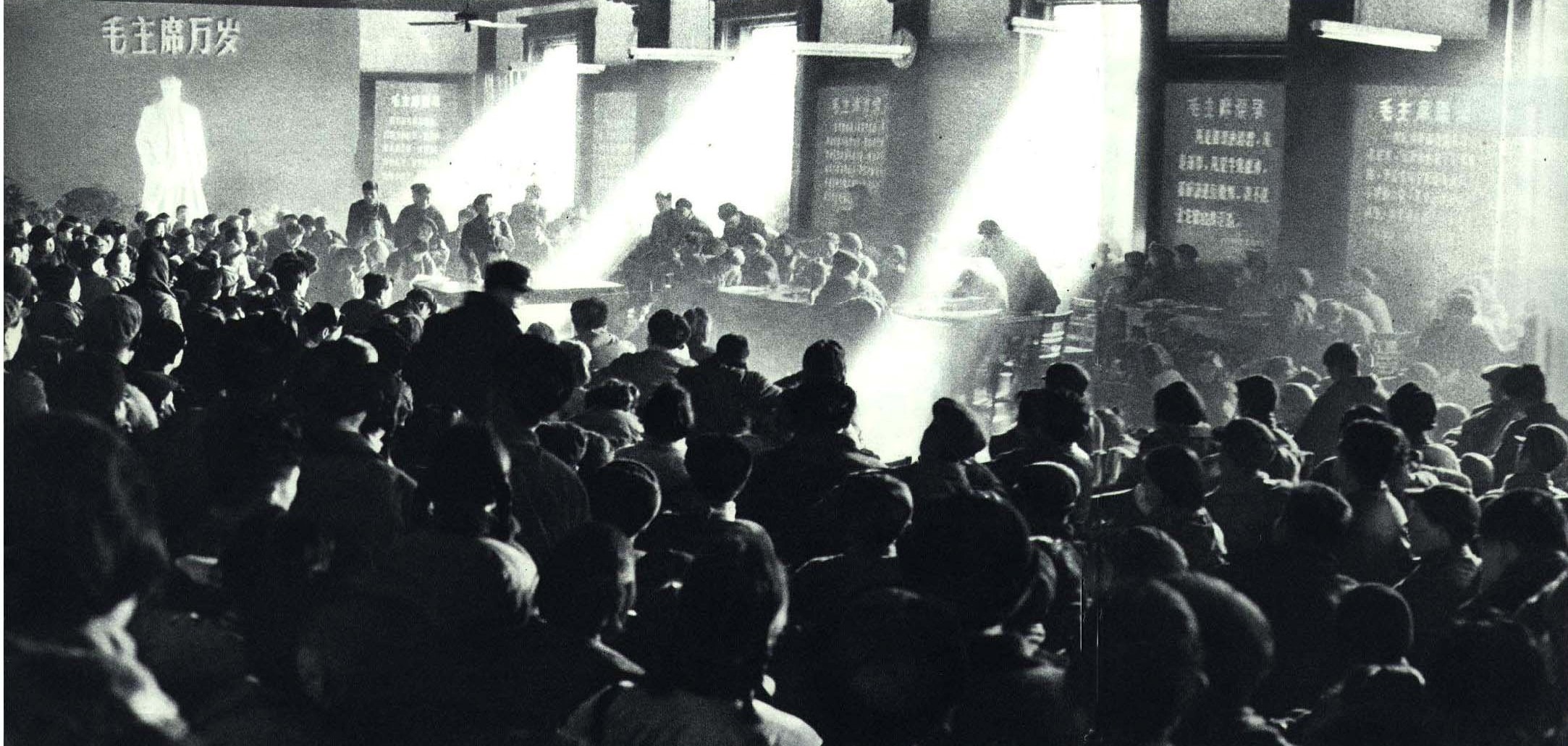
1967年大辩论

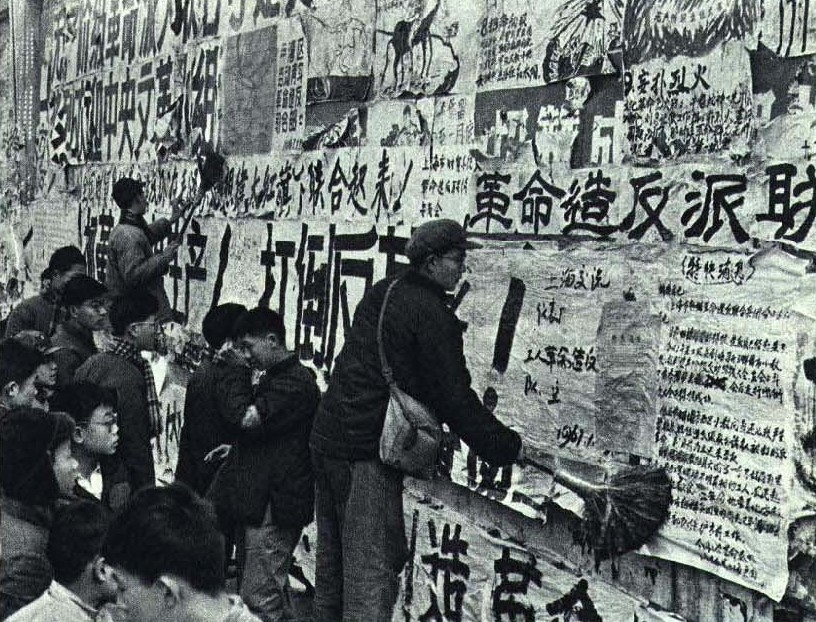
1967年大字报

大字报指一种写在纸上、粘贴于公共场所、以大字来书写的墙报，用于表达自己对社会各个方面的看法。
大辩论指在广泛的群众中间，围绕一个政治问题进行的辩论。主要强调集思广益、全民参与。与议会和委员会类似小范围的辩论相对，指所有涉及到人民利益的重大问题，都交由人民自由讨论。

## 历史评价和看法
对四大自由的评价，中国国内是有很大争议的。
- 拥护者认为，这一政策是大众政治时代大众应当享有的大众自由和大众民主，将从根本上取代数千年来精英时代造就的精英自由和精英民主，并将这一政策与美国等发达国家所采用的现代共同诉讼制度，现代陪审团制度以及充分的言论自由联系在一起，认为它是一种民主权力保护制度。[7]

- 反对者认为，这一政策是当时毛泽东个人为打击政治上反对者的一个工具，只能针对他人，不能针对掌权者、中国共产党和其现行政策，违背者常常受到严酷的政治斗争打击，实际覆盖的的受众也有限，是一种畸形的民主、扭曲的言论自由。[8]